# Lisburn Distillery Football Club
Maillots
Dernière mise à jour : 20 mai 2025.
Lisburn Distillery Football Club, couramment juste appelé Distillery, est un club nord-irlandais de football originaire de Belfast, et aujourd'hui basé à Lisburn, fondé en 1880. 
Membre fondateur de l'Irish League, le club a passé 94 saisons consécutives dans l'élite avant de connaître sa première relégation en 1995. Aujourd'hui évoluant dans les divisions inférieures du football nord-irlandais, Distillery reste néanmoins historiquement un club prospère avec 6 titres de champion et 12 Irish Cup.

## Histoire
L'histoire du club débute au cours de l'été 1879 lorsque Bob Baxter forme une équipe de cricket avec ses voisins et collègues de Grosvenor Street. Originaire de Banbridge, il était venu s'installer à Belfast l'année précédente. Baxter et ses coéquipiers travaillent dans la distillerie de whisky Dunville & Co, l'équipe prenant le nom d'une des marques de l'entreprise V.R. Distillery Cricket Club.
À l'automne 1880, les membres du club décident de monter une équipe de football pour poursuivre la pratique sportive l'hiver, signifiant la naissance du Distillery Football Club.
Distillery participe pour la première fois à une coupe d'Europe lors de l'édition 1963-1964 de la Coupe des clubs champions. Ils y affrontent Benfica, faisant match nul 3 – 3 au match aller à Windsor Park devant 21 000 spectateurs, ils s'inclinent par la suite 5 à 0 lors du match retour au Portugal.

## Bilan sportif

### Palmarès
- Championnat d'Irlande puis d'Irlande du Nord (6)
  - Champion : 1896, 1899, 1901, 1903, 1906, 1963

- Coupe d'Irlande puis d'Irlande du Nord (12)
  - Vainqueur : 1884, 1885, 1886, 1889, 1894, 1896, 1903, 1905, 1910, 1925, 1956, 1971
  - Finaliste : 1888, 1902, 1933, 1946, 1950, 1963, 1969

- Coupe de la Ligue d'Irlande du Nord de football (1)
  - Vainqueur : 2011

- Coupe intercité Dublin-Belfast (1)
  - Vainqueur : 1948

### Bilan européen
Note : dans les résultats ci-dessous, le score du club est toujours donné en premier.
| Saison    | Compétition               | Tour                | Club             | Domicile | Extérieur | Total  |
| --------- | ------------------------- | ------------------- | ---------------- | -------- | --------- | ------ |
| 1963-1964 | Coupe des clubs champions | Tour préliminaire   | Benfica Lisbonne | 3 - 3    | 0 - 5     | 3 - 8  |
| 1971-1972 | Coupe des coupes          | Seizièmes de finale | FC Barcelone     | 1 - 3    | 0 - 4     | 1 - 7  |
| 2005      | Coupe Intertoto           | Premier tour        | Žalgiris Vilnius | 0 - 1    | 0 - 1     | 0 - 2  |
| 2008      | Coupe Intertoto           | Premier tour        | TPS Turku        | 2 - 3    | 1 - 3     | 3 - 6  |
| 2009-2010 | Ligue Europa              | Premier tour Q      | FC Zestafoni     | 1 - 5    | 0 - 6     | 1 - 11 |

Légende
- Victoire ou qualification pour le tour suivant
- Match nul
- Défaite ou élimination de la compétition

## Annexe